# Jacques de Castro
Pour les articles homonymes, voir De Castro.
Jacques de Castro, né vers 1844 et mort à Bruxelles le 16 mai 1908, est un financier britannique connu pour son rôle dans l'affaire Dreyfus.

## Biographie
Jacques de Castro voit le jour vers 1844, peut-être à Constantinople, capitale de l'empire ottoman, où sont nés plusieurs autres membres de la famille juive d'origine espagnole De Castro.
Dans les années 1890, il forme avec son frère Élie de Castro une société commerciale d'opérations de banque et de commission en bourse, Castro et Cie, dont les bureaux sont installés au no 44 de la rue Taitbout, à Paris. Après la dissolution de cette société, le 12 mai 1897, Jacques de Castro continue à travailler comme banquier-commissionnaire (ou coulissier) près la Bourse de Paris.

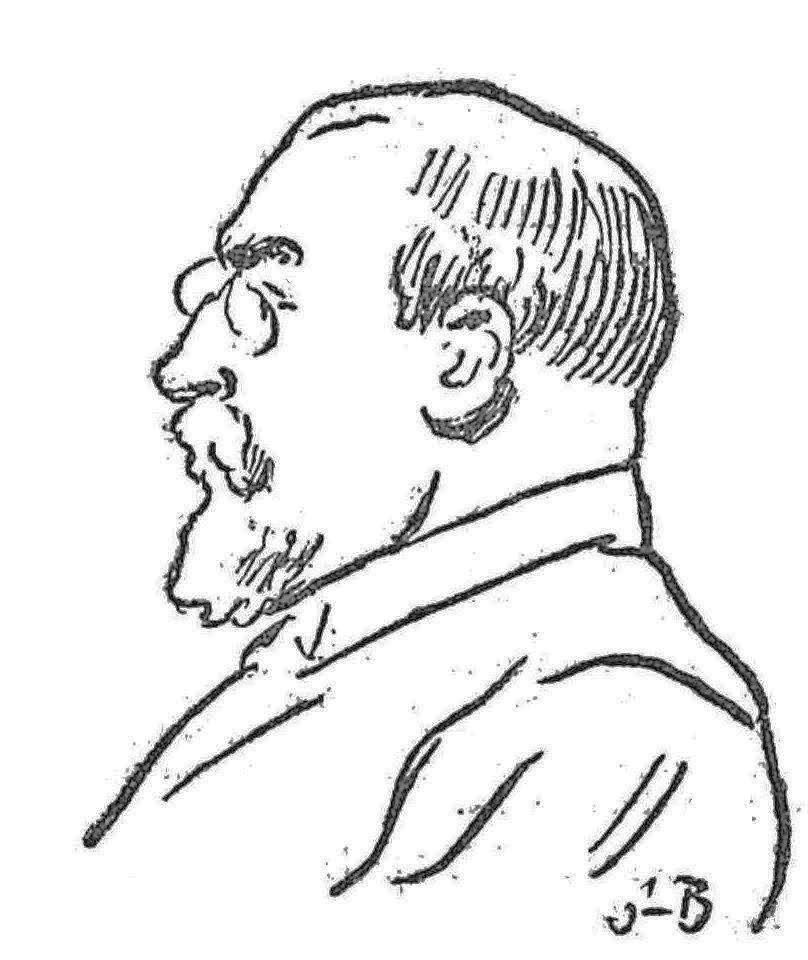
Castro lors du procès d’Émile Zola.

Un jour de la fin du mois d'octobre ou du début de novembre 1897, Castro achète par hasard un journal publiant le fac-similé du bordereau ayant servi à inculper de trahison le capitaine Dreyfus en 1894. Il s'étonne alors de la ressemblance de l'écriture de ce document avec celle d'un de ses clients, le commandant Esterhazy. S'en étant ouvert à des amis, ceux-ci lui conseillent de montrer les lettres du commandant au sénateur Scheurer-Kestner, qui est alors l'un des rares hommes politiques à croire en l'innocence de Dreyfus. L'un de ces amis, M. Oberndoerffer, en parle le 6 ou 7 novembre au frère du capitaine, Mathieu Dreyfus, qui rencontre Castro au cercle du boulevard Montmartre. Convaincu par l'examen des documents, Mathieu Dreyfus encourage Castro à les montrer à Scheurer-Kestner, qui reconnaît à son tour la similitude des écritures.
Scheurer-Kestner connaissait le nom du vrai coupable depuis le 13 juillet, quand Me Leblois était venu lui révéler ce que le lieutenant-colonel Picquart avait découvert sur Esterhazy dès 1896. Or, le sénateur avait promis à Leblois de ne pas impliquer Picquart, celui-ci prenant des risques en transmettant de telles informations à des civils. Avec les lettres fournies par Castro, il disposait enfin d'une source étrangère aux recherches de Picquart. Les antidreyfusards ont mis en doute cette version des faits, accusant Castro d'avoir agi en homme de paille selon un procédé qu'aurait inventé Mathieu Dreyfus afin de masquer le fait qu'il ne tirait ses informations sur Esterhazy que par la filière Picquart-Leblois-Scheurer. Quoi qu'il en soit, la cause de la révision marque un point décisif grâce à l'intervention de Castro.
Après avoir divulgué les lettres de son ancien client, Castro aurait reçu une carte-télégramme de menace, rédigée dans une écriture différente de celle d'Esterhazy.
Cité comme témoin à décharge par Me Labori lors de la seconde audience du procès d’Émile Zola, le 8 février 1898, Jacques de Castro est attaqué les jours suivants par la presse antidreyfusarde, qui l'accuse d'être à la solde du « syndicat Dreyfus ». L’Éclair le présente ainsi comme un affairiste « de nationalité turque » dont la maison de banque aurait « sauté à la bourse » environ huit mois plus tôt et dont les principaux commanditaires seraient allemands. Castro dément ces affirmations : « je déclare formellement que je suis d'origine anglaise, que mon frère et associé est de même origine, que nos principaux commanditaires étaient Français, enfin que je n'ai pas "sauté" à la Bourse de Paris, mais que j'ai liquidé volontairement ma maison de banque et après avoir fait honneur à tous mes engagements ».
Mort à Bruxelles le 16 mai 1908, Jacques de Castro est inhumé le 20 mai au cimetière du Montparnasse (30e division).
Le rôle de Jacques de Castro est interprété par l'acteur Jacques Zabor dans le téléfilm d'Yves Boisset L'Affaire Dreyfus (1995).